# Àrea dels Grups Especials d'Intervenció

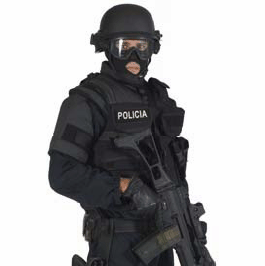
Agent de l'Àrea GEI.

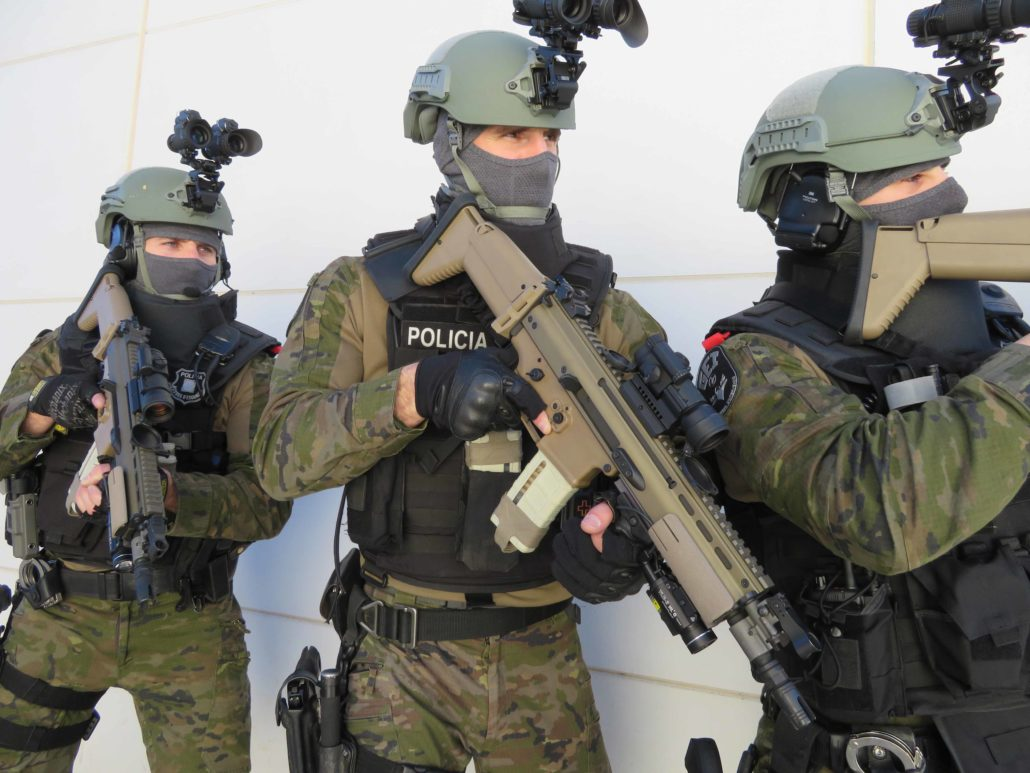
Agents del GEI preparats per una intervenció.

L'Àrea dels Grups Especials d'Intervenció o AGEI (o simplement el GEI) és un organisme dels Mossos d'Esquadra especialitzat en intervencions amb un alt risc de violència armada (com ara detenció de terroristes, rescats d'ostatges, protecció de personalitats, etc.). Aquesta àrea policial depèn orgànicament de la Divisió d'Intervenció.
Al món anglosaxó l'equivalent a aquest tipus de policies són els SWAT. A la policia espanyola són els grups GAR (Guardia Civil) o GOES (Policia nacional).

## Funcions
L'article 179 del Decret 243/2007 és poc explicatiu de les tasques d'aquesta Àrea, tan sols diu que: Correspon a l'Àrea del Grup Especial d'Intervenció donar suport a altres unitats policials en incidents i dispositius que, per raó del seu risc o per la seva complexitat, necessitin una especial qualificació. No obstant això les tasques d'aquest organisme policial són ben conegudes. Són activats en casos d'entrades a domicilis amb gent perillosa a l'interior, detenció de criminals armats, segrestos, protecció d'actes amb riscs potencials, protecció de personalitats, trasllats penitenciaris amb risc de fuga, alliberament d'ostatges, entrades a domicilis amb mesures de seguretat complexes, serveis de franctiradors, etc. En un any acostumen a fer un centenar de serveis. Per dur a terme totes aquestes funcions els seus integrants són entrenats en diverses disciplines com ara el combat cos a cos, pràctiques amb diversos tipus d'armament, ràpel, intervencions en espais tancats (killing house), en espais oberts urbans, en espais rurals amb camuflatge, etc.
Tot i la creença popular, aquests agents no actuen amb violència gratuïta sinó tot el contrari: Totes les seves intervencions es planifiquen amb la intenció d'haver d'utilitzar el mínim possible les armes, i ho fan intentant accentuar l'efecte sorpresa. El nivell de força i l'ús de les armes depèn en gran manera de la perillositat del presumpte criminal i la seva reacció davant les ordres dels policies.
L'activació dels agents d'aquesta àrea ha de ser autoritzada prèviament per la persona titular de la Subdirecció Operativa de la Policia.

### Armament i material divers
Aquesta àrea disposa d'una gran quantitat i varietat d'armament. Cadascuna de les armes està assignada només a un GEI. La llarga llista inclou:
- Fusells HK model PSG-1 - Cal. 7.62x51mm OTAN (.308 Winchester).
- Fusells SAKO TRG-22 - Cal. 7.62x51mm OTAN (.308 Winchester).
- Fusells AMP DSR-1 - Cal .338 Lapua Magnum.
- Subfusells HK MP5 - Cal. 9x19mm Parabellum.
- Subfusells HK MP5 PT - Cal. 9mm (de munició plàstica).
- Subfusells FNH P90 - Cal. 5.7x28.
- Subfusells HK G 36 KV - Cal. 5.56x45mm OTAN (.223 Remington).
- Subfusells HK G 36 - Cal. 5.56x45mm OTAN (.223 Remington).
- Subfusells HK MP7 - Cal. 4.6x30.
- Escopetes Franchi - Cal. 12.
- Escopetes Remington 870 - Cal. 12.
- Pistoles HK P 30 L - Cal. 9x19mm Parabellum.
- Pistoles HK USP - Cal. 9x19mm Parabellum.
- Pistoles FNH Five-seveN - Cal. 5.7x28.

Naturalment cal afegir-hi altres elements com ara cascs, ulleres de protecció, diversos tipus d'armilles (antibales, antitrauma...), diverses defenses (la "porra" tradicional, l'extensible...), ariets per rebentar portes, escuts blindats antibales, les "SWAT cam" (càmeres extensibles que permeten comprovar si hi ha algú en una habitació abans d'entrar-hi), i molts d'altres.
En les intervencions més habituals cadascun d'ells va equipat amb un subfusell i dues pistoles.

## Estructura

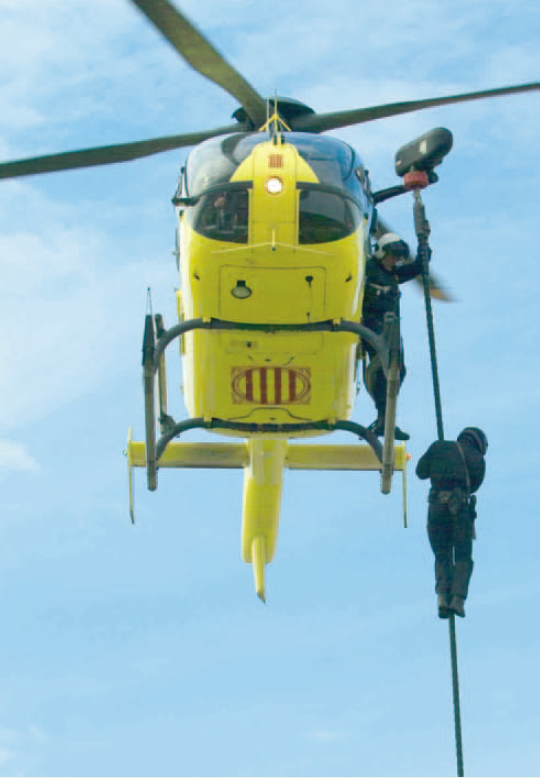
Practicant la tècnica del fast-rope amb un EC135 de l'Hèlix.

Aquesta àrea té la seu física al Complex Central Egara. El comandament directe de l'àrea està en mans d'un cap i d'un sotscap (subordinat a les ordres del primer), els quals acostumen a ser un inspector i un sotsinspector respectivament. Com que es tracta d'agents d'elit de la policia, la seva estructura interna no és pública. El 2011 l'àrea tenia uns 40 membres; cal dir que tots ells són homes, ja que fins avui encara cap dona ha aconseguit superar les dures proves d'ingrés.
Com és habitual en aquest tipus d'unitats, els membres d'aquesta àrea s'han d'entrenar gairebé diàriament en una proporció que ocupa el 80% del seu temps. Les instal·lacions que utilitzen els GEI pel seu entrenament no són úniques: tenen a la seva disposició l'Institut de Seguretat Pública de Catalunya, el Centre d'Alt Rendiment esportiu, la base militar de Sant Climent Sescebes, i diverses localitzacions a on fan entrenaments amb munició simulada. Tots ells s'entrenen amb 12 tipus d'armes diferents.
Els serveis actius d'aquesta àrea ocupen el 20% restant del seu temps. Durant els últims vint anys fins al 2011 l'AGEI ha participat en 235 assalts, en 380 serveis de protecció de personalitats o actes públics, en 131 trasllats perillosos, en 58 detencions de persones perilloses i en 27 casos de segrestos i extorsions.
Els mossos que componen aquesta àrea policial tenen un fort sentiment de cohesió i una dedicació absoluta al grup, indispensable per la bona compenetració personal que requereixen les seves activitats. El símbol del grup és el falcó pelegrí, per bé que no oficial, i com totes les unitats d'intervenció porten també una boina de color grana.

### L'ingrés a l'àrea
Entrar a formar part d'aquesta àrea no és gens fàcil i cal passar un procés de selecció que dura un any sencer: A la promoció del 2009 s'hi van presentar fins a 350 mossos candidats, però només en foren requerits els 11 amb més aptituds. La primera fase, de caràcter físic, consisteix en diverses proves de força i resistència, mèdiques i psicotècniques; llavors fou superada per 42 agents. La dura fase d'adaptació consisteix en un intens entrenament pluridisciplinari en què durant 15 o 30 dies s'aïllen del món els aspirants que queden fent-los passar dures proves de resistència física i de sacrifici, en condicions de molta gana, son, fred i estrès: els aspirants han de superar situacions límit d'alt risc (com ara llançar-se al buit, fer el salt de pont sense dubtar ni cridar ni mostrar por, ...), situacions de vertigen (anar i tornar al llarg de dos metres d'un tauló de fusta penjat al buit), de claustrofòbia, combats cos a cos (tot i que perdre'l no significa quedar eliminat), pensar en condicions d'esgotament (fer un trencaclosques després d'hores de no dormir), etc. A la promoció del 2009 aquesta fase fou superada per 11 aspirants. Després ve una tercera fase de formació, de 750 hores (que en realitat s'acaben convertint en més de 1000), a realitzar durant el sis mesos següents. Finalment la quarta i última fase és el període de pràctiques en què els aspirants estan integrats ja a les activitats de l'AGEI i que dura tres mesos, la qual va ser superada només per 9 agents.

## Història
Com moltes altres especialitats del cos de Mossos d'Esquadra, els GEI van néixer el 1984 amb la col·laboració del SEK Alemany. Es va mantenir en secret com a previsió als reptes de seguretat que es plantejarien amb la celebració els Jocs Olímpics de Barcelona el 1992. A més a més el segon motiu de la seva creació fou el traspàs de les competències de les presons a la Generalitat de Catalunya que feia necessari comptar amb policies capaços d'afrontar motins i/o la retenció d'ostatges. Per entrenar els mossos que havien d'integrar aquesta àrea es va prendre d'exemple la unitat d'intervenció alemanya del land de Baden-Württemberg, que era la més ben considerada, i la unitat espanyola del CNP, el GEO, la qual quan va néixer havia estat entrenada pel GSG 9, que era la unitat d'intervenció federal d'Alemanya. El 1990 un grup de 7 mossos fou enviat a Baden-Württemberg on foren entrenats amb un curs de cinc setmanes i, el 1991, hi fou enviat un segon grup de sis més altre cop. Ambdós grups van passar també un curs impartit pels GEO durant cinc setmanes més.
El 1990 ja va tenir lloc la primera missió dels GEI catalans, consistent en l'entrada a un domicili. El 1994 van començar el seu propi curs d'entrenament dels mossos que havien d'integrar l'àrea. Fins al novembre del 2009 s'havien fet fins a set promocions per integrar nous membres per tal de fer créixer aquesta àrea en consonància amb les necessitats del desplegament, o simplement per reomplir les baixes. Durant els seus 21 anys de vida fins al 2011 no han hagut de lamentar cap mort en aquesta àrea.